# Nicoleta Nucă
Nicoleta Nucă (n. 26 ianuarie 1994, Chișinău, Republica Moldova) este o interpretă de muzică ușoară și pop, originară din Republica Moldova, stabilită în România. 
În 2009, alături de Boris Covali, a câștigat Marele Premiu al Festivalului „Golden Wings” din Chișinău, distincția fiindu-le înmânată de către primarul de atunci, Dorin Chirtoacă.
În iulie 2004 a fost reprezentantul Republicii Moldova în cadrul Festivalului-concurs „Slaveanski Bazar” (secțiunea copii) de la Vitebsk, Belarus, interpretând piesa Enigma lumii.
În 2014 a participat la emisiunea X Factor unde a ajuns până în gale împreună cu mentorul său Ștefan Bănică.
În februarie 2015 a lansat single-ul „Nu sunt” cu care a intrat în topurile muzicale din România și Republica Moldova.
În 2021 a participat la emisiunea Bravo, ai stil! Celebrities - sezonul 7, difuzată de Kanal D România , în calitate de concurentă.

## Premii
- Marele Premiu – Concursul „Steluțele Elatului” (noiembrie 2003)
- Locul I – Festivalul „Steluțele Crăciunului” (Tallinn, decembrie 2003)
- Locul I – Festivalul „Steluța” (Ucraina, 2004)
- Marele Premiu (Secțiunea Copii) – Festivalul „Steaua Chișinăului” (Chișinău, decembrie 2007)[3]
- Locul III – Festivalul „Ti Amo” (Onești, 2008)[4]
- Marele Premiu – Festivalul cântecului francez „Chantons, Amis” (martie 2009)[5][6]
- Locul II – Festivalul „Golden Voices” (2009)
- Marele Premiu – Festivalul „Golden Wings” (2009)
- Marele Premiu – Festivalul „Golden Wings” (2009)
- Locul III - "Vociferando Festival" (2012) Bologna (Italia)
- Marele Premiu-Concursul "Festival delle Arti" (2012), Bologna (Italia)
- Trofeul la categoria "Muzica"-concursul "The Talent" (2013),Italia
- Locul I-Concursul "VarTalent'13", Trento (Italia)

## Discografie

### Single-uri
| An   | Disc single                                | Poziție maximă | Poziție maximă |
| An   | Disc single                                | RO             | MD             |
| ---- | ------------------------------------------ | -------------- | -------------- |
| 2013 | "After All" [feat Bang Production Romania] | ?              | ?              |
| 2013 | "Fai di me cio che vuoi"                   | ?              | ?              |
| 2013 | "Vita"                                     | ?              | ?              |
| 2013 | "Se mi ami mi aspetti"                     | ?              | ?              |
| 2015 | "Nu sunt"                                  | ?              | ?              |
| 2015 | "Adevăr sau minciună" feat. Cabron         | ?              | ?              |
| 2016 | "Inima mea"                                | ?              | ?              |
| 2016 | "Liniștea"                                 | ?              | ?              |
| 2016 | "Amintirile"                               | ?              | ?              |